# Cole Camp
Cole Camp és una població dels Estats Units a l'estat de Missouri. Segons el cens del 2000 tenia 1.028 habitants.

## Demografia
Segons el cens del 2000, Cole Camp tenia 1.028 habitants, 451 habitatges, i 261 famílies. La densitat de població era de 405 habitants per km².
Dels 451 habitatges en un 25,9% hi vivien nens de menys de 18 anys, en un 49,2% hi vivien parelles casades, en un 5,8% dones solteres, i en un 42,1% no eren unitats familiars. En el 40,8% dels habitatges hi vivien persones soles el 27,5% de les quals corresponia a persones de 65 anys o més que vivien soles. El nombre mitjà de persones vivint en cada habitatge era de 2,16 i el nombre mitjà de persones que vivien en cada família era de 2,96.
Per edats la població es repartia de la següent manera: un 21,9% tenia menys de 18 anys, un 7,9% entre 18 i 24, un 24,3% entre 25 i 44, un 17,5% de 45 a 60 i un 28,4% 65 anys o més.
L'edat mediana era de 42 anys. Per cada 100 dones de 18 o més anys hi havia 77,7 homes.
La renda mediana per habitatge era de 26.190 $ i la renda mediana per família de 37.250 $. Els homes tenien una renda mediana de 26.827 $ mentre que les dones 22.500 $. La renda per capita de la població era de 17.280 $. Entorn del 2,1% de les famílies i el 6,2% de la població estaven per davall del llindar de pobresa.

## Poblacions més properes
El següent diagrama mostra les poblacions més properes.